# Francisco de Miranda (Táchira)
Francisco de Miranda é um município da Venezuela localizado no estado de Táchira.
A capital do município é a cidade de San José de Bolívar.